# Гусейнов, Фикрет Мовсумович
Фикрет Мовсумович Гусейнов (азерб. Fikrət Mövsum oğlu Hüseynov; 17 ноября 1944, Баку — 5 июня 2016) — советский и азербайджанский учёный заслуженый архитектор Азербайджана, практик и теоретик в областе архитектуры и градостроительства и в регионального планирования. Фикрет Мовсумович Гусейнов открыл новое направление в градостроительной науке — Регионика.
Доктор архитектуры, профессор, академик, академик Международной Академии Экоэнергетики. Вице-президент Международной Академии Архитектуры стран Востока.
Один из крупнейших ученых в области градостроительства.
В круг научных интересов входят теория современного градостроительства, методология градостроительного планирования, теория расселения, организация городского транспорта, оценка взаимосвязи социальных, демографических и экономических факторов в планировке мегаполисов. В эпоху советского времени являлся самым молодым доктором наук. Более 30-ти лет заведовал кафедрой Архитектурного Проектирования и Градостроительства в Азербайджанском Архитектурно-Строительном Университете.
В 1991 году основал Общество Урбанистов Азербайджана. Является основателем Регионики, нового направления в градостроительной науке.
Под его руководством было подготовлено более 42-х докторов наук в области архитектуры и градостроительства. 
Работы Ф.М. Гусейнова высоко оценены мировой научной общественностью; он автор более 170 научных статей в различных отечественных и зарубежных научных журналах,  и 8-ми монографий, воспитал целую плеяду талантливейших учёных.. В 2001 году основал научно-технический журнал Урбанизм.

## Избранные публикации
- Хартия градостроительства Востока
- Формирование и развитие социалистического расселения в Азербайджанской ССР (1920-1980 гг.)